# Calistenia

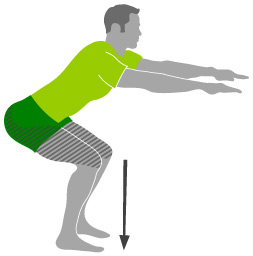
Um exercício de agachamento com peso corporal requer pouco espaço e nenhum equipamento. Depois de agachar, o indivíduo se levanta novamente enquanto move os braços de volta para os lados. A altura do agachamento pode ser ajustada mais alta ou mais baixa, dependendo dos requisitos do indivíduo ― permitindo assim a realização por quem não estiver acostumado. Devido à sua amplitude de movimento, os agachamentos são frequentemente considerados um dos exercícios mais eficazes para melhorar a força e a resistência.

Calistenia (do grego kallos, que significa beleza e sthenos, que significa força) é um conjunto de exercícios físicos nos quais se usa o peso do próprio corpo, podendo adicionar ou não peso extra. Procura movimentar grupos musculares de maneira natural, sem utilização de halteres e similares. A calistenia desenvolve habilidades como força sobre o próprio corpo, equilíbrio, noção espacial, consciência corporal e flexibilidade.
São exemplos de exercícios da calistenia: flexões de braço ou push ups , barra fixa ou pull ups, agachamentos livres, pistol squats, muscle up, front lever, back lever, bandeira humana e prancha.

## História

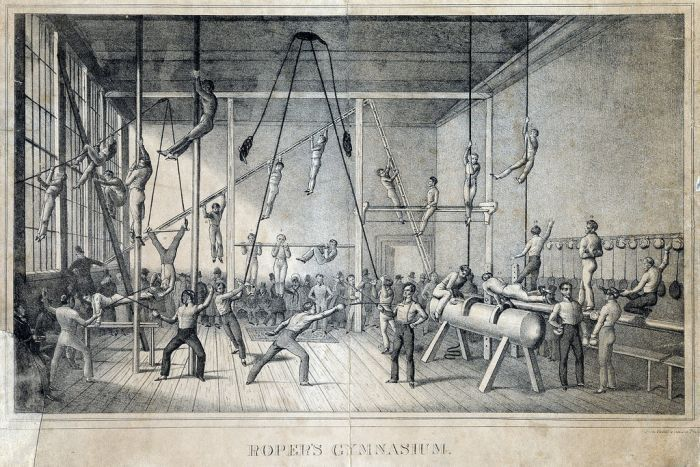
Ginásio de Roper, Filadélfia, cerca de 1831

O desenvolvimento da calistenia começou na França no século XIX. Em 1822, Phokion Heinrich Clias começa a difundir tanto na França como na Inglaterra a calistenia. Marian Mason, uma de suas discípulas, publicou, em 1827, On the utility of exercise; or a few observations on the advantages to be derived from its salutary effects, by means of calisthenic exercises A few observation on callisthenic excercises (Sobre a utilidade do exercício; ou algumas observações sobre as vantagens que se derivam dos efeitos saudáveis dos exercícios de calistenia). Clias publicou em Paris, em 1828, Callisthenie ou gymnastique des jeunes filles (Calistenia ou ginastica das mulheres jovens). Um ano mais tarde, o livro foi editado em Berna em alemão.
A popularidade da calistenia como componente da educação de mulheres se incrementou com a obra dos alemães Friedrich Jahn e Adolf Spiess. Nos Estados Unidos, a difusora da disciplina foi Catharine Beecher, que publicou, em 1857, Physiology and Calisthenics for Schools and Families (Fisiologia e calistenia para as escolas e para as famílias).

## Metodologia e metas

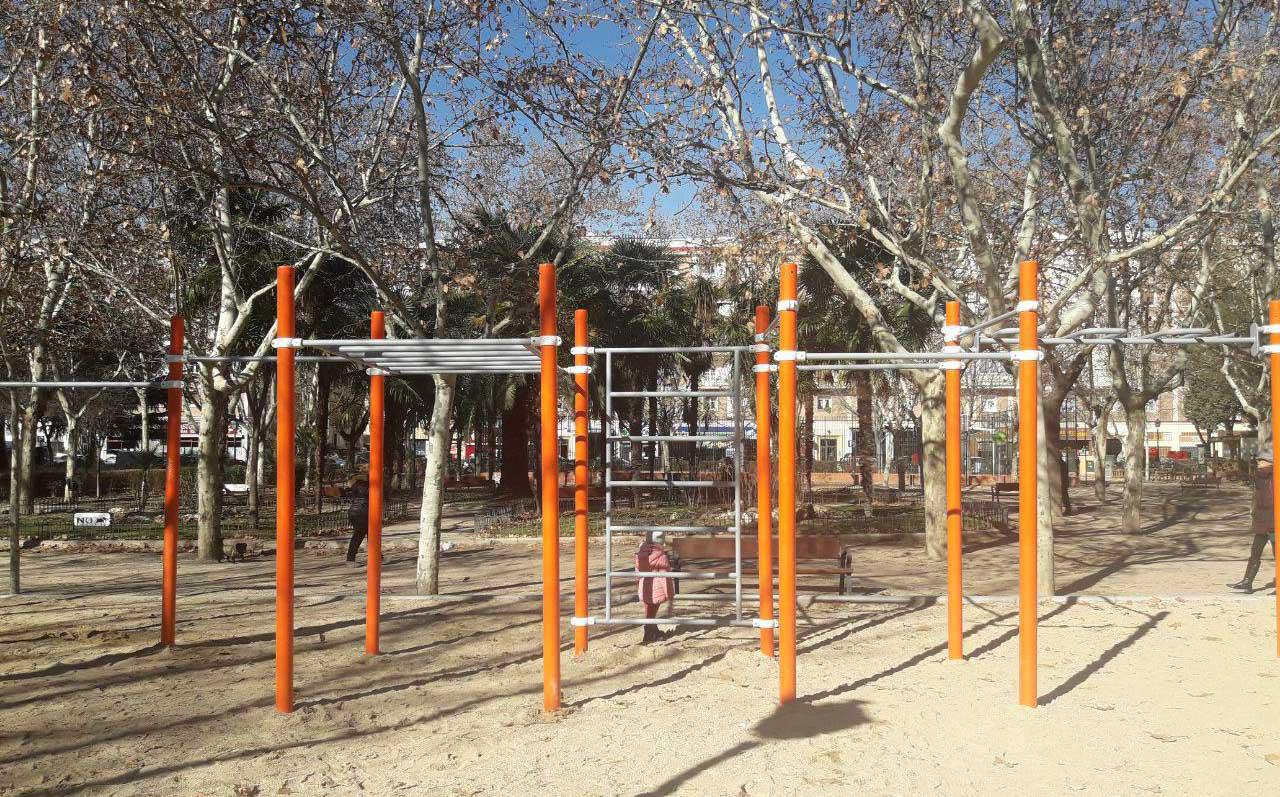
Barras para Calistenia.

A calistenia se define como um conjunto de exercícios que concentram seu interesse nos movimentos de grupos musculares, mais que na potência e no esforço, com o objetivo último de desenvolver a agilidade, a força física e a flexibilidade. Se tenta alcançar a maior contração muscular para que o corpo adquira um alinhamento correto, uma melhor modelagem, a melhora da postura e a definição de um bom contorno corporal.
Nas aulas é feito um breve aquecimento e, em seguida, uma série de exercícios são iniciados com um alto número de repetições cada um, enfatizando os braços, o abdome, os glúteos e pernas. Ressalta-se, não no trabalho, mas na maneira de fazer, pensando em cada movimento, nos músculos que se está trabalhando e se a postura é a correta.
Este método para exercitar-se repercute favoravelmente na postura e forma corporal, reduzindo grandemente o risco de lesões em razão da ausência de saltos, rebotes e impactos. A saber, a realização dos alongamentos, trabalhos localizados e o desaquecimento têm um papel muito importante durante as aulas de calistenia. Assim, o método conjuga técnicas de diversos pontos, entre eles: a dança, a yoga, as artes marciais, a ginástica consciente e o alongamento.
O método e as técnicas utilizadas durante uma aula de calistenia tornam esta atividade acessível para qualquer pessoa, já que não existe limite de idade, e inclusive os fisioterapeutas recomendam a calistenia em patologias como a escoliose, a hérnia de disco ou problemas de joelho[carece de fontes?]. O fato de não provocar impactos nas articulações e de permitir modelar o corpo, tonificá-lo e alinhá-lo ao mesmo tempo, tem sido uma das razões pelas quais muitas pessoas escolhem estas aulas. Colocar o corpo em movimento, melhorar a postura, tonificar grupos musculares e cuidar as articulações podem ser os motivos que levam a prática da calistenia. Ao preparar a execução do balanço de golfe de forma correta, é possível observar que se conjuga plenamente a calistenia.

## Calistenia cooperativa
Calistenia cooperativa refere-se a exercícios calistênicos que envolvem dois ou mais participantes ajudando-se mutuamente a realizar o exercício. Esses exercícios também são conhecidos como exercícios de parceiro ou exercícios de peso corporal com um parceiro. Geralmente uma pessoa realiza o exercício e a outra adiciona resistência. Por exemplo, uma pessoa realizando agachamentos com alguém nas costas. Alguns exercícios também envolvem o uso de equipamentos. Duas pessoas podem segurar as diferentes extremidades de uma corda e puxar em direções diferentes. Uma pessoa forneceria deliberadamente uma quantidade menor de resistência, o que adiciona resistência ao exercício e, ao mesmo tempo, permite que a outra pessoa se mova através de uma gama completa de movimentos à medida que seu nível superior de aplicação de força puxa a corda. Uma desvantagem que esses exercícios têm é que pode ser difícil medir quanta resistência está sendo adicionada pelo parceiro quando considerada em comparação com pesos ou máquinas livres. As vantagens que eles têm é que permitem que níveis de resistência relativamente altos sejam adicionados, sendo o equipamento opcional. Nesta base, a calistenia cooperativa pode ser realizada tão facilmente em um campo de jogo quanto em uma academia. Eles também são versáteis o suficiente para permitir que sejam usados para objetivos de treinamento que não sejam simplesmente força. Por exemplo, um agachamento com um parceiro pode ser transformado em um exercício focado em energia pulando ou pulando com o parceiro, ou mesmo levantando-o sobre um joelho.